# Witaj
Witaj (Bienvenue, en sorabe), est un projet culturel et éducatif visant à promouvoir et enseigner le sorabe aux jeunes Sorabes dans les maternelles et les écoles de Lusace. Ce projet pédagogique offre au public scolaire un enseignement bilingue allemand/sorabe ainsi que des services bilingues. Le projet Witaj concerne toute la Lusace à fort peuplement sorabes, qu'ils soient de Haute-Lusace (Saxe) ou de Basse-Lusace (Brandebourg).

## Historique

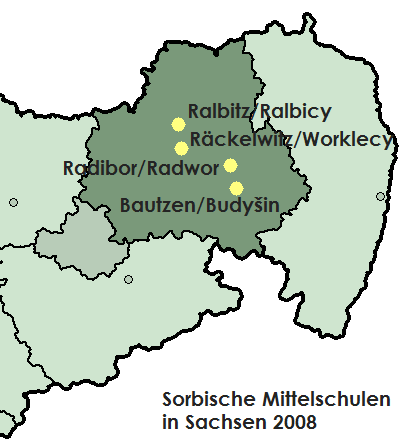
Enseignement bilingue sorabe / allemand en Haute-Lusace (Saxe).

Le premier groupe scolaire à bénéficier du programme Witaj fut à Cottbus le 1ermars 1998. Un autre ouvrira à Bautzen peu de temps après.
L'idée de classes d'éducation bilingue précoce pour les enfants vient de l'expérience conduite au Canada et par de nombreux pays de l'Europe (comme les Bretons avec les écoles Diwan) mis en œuvre avec succès. Les enfants sont en immersion dans un environnement bilingue allemand/sorabe.
À côté des écoles bilingues, furent ouverts deux gymnasiums (collège/lycée) pour suivre une scolarité bilingue dans l'enseignement secondaire, le Gymnasium bas-sorabe de Cottbus et le Gymnasium haut-sorabe de Bautzen.

## Situation actuelle
Le projet Witaj concerne aujourd'hui, une dizaine de jardins d'enfants sorabes, ainsi que cinq écoles maternelles, soit autour d'environ 600 enfants. 
Dans les écoles et les gymnasiums, l'accent est mis sur l'apprentissage du sorabe dans les disciplines suivantes : mathématiques, histoire, art, musique et sport.